# Hitchcock (Texas)
Pour les articles homonymes, voir Hitchcock (homonymie).
La ville de Hitchcock est située dans le comté de Galveston, dans l’État du Texas, aux États-Unis. Sa population s’élevait à 6 961 habitants lors du recensement de 2010, estimée à 7 805 habitants en 2016.

## Source
- (en) Cet article est partiellement ou en totalité issu de l’article de Wikipédia en anglais intitulé « Hitchcock, Texas » (voir la liste des auteurs).